# María Ester Cantonnet
María Ester Cantonnet (Montevideo ,1933 - 21 de junio de 2017) fue una profesora, crítica literaria y poeta uruguaya.

## Biografía
Docente egresada de Literatura del Instituto de Profesores Artigas, Uruguay. Se desempeñó como catedrática de la misma institución. Realizó colaboraciones en los diarios El Día y El País (Uruguay) y algunas publicaciones extranjeras como El Nacional de Caracas.
En 1970 trabajó en el Instituto de Estudios Ibéricos e Iberoamericanos de la Universidad de Burdeos y en 1974 egresó como Doctora en Derecho de la Universidad de la República.

## Obras

### Poesía
- 1961, Luz exacta
- 1964, Tiempo de pájaros sin cielo
- 1981, Aquí, yo
- 2005, Y que se yo: poesía
- 2011, Señales y transparencias

### Narrativa
- 1967, El viaje: cuentos

### Crítica literaria
- Antología poética de José Martí. Selección y comentarios de María Ester Cantonnet (1987)
- Hombre, tiempo y espacio en la narrativa de Pedro Leandro Ipuche y Jorge Luis Borges. (1984)
- Antología poética de Pedro Leandro Ipuche. Selección y comentarios de María Ester Cantonnet y Rolina Ipuche Riva (1968)